# Gallery Fake
A Gallery Fake (ギャラリーフェイク) japán manga, amelyből később animefeldolgozás is készült. Az mangát Hoszono Fudzsihiko írta és Szogo Maszasi vitte képernyőre a történetet.
Az anime 37 részes. Műfaja szerint vígjáték és romantikus dráma ötvözete.

## Történet
Az események a Tokiói öbölben meghúzódó kicsi képtár és tulajdonosai körül keringenek. Az itt lógó képek egytől egyik másolatok, de ez csak a látszat. A színfalak mögött hatalmas pénzek cserélnek gazdát olykor valós mesterművekért, olykor csupán utánzatokért.
Az anime bepillantást enged a műkincs-kereskedelem rejtett világába. Minden rész egy, vagy több műtárgy körül forog, legyen festmény vagy egy antik japán váza. A képi erőszak bemutatása elenyésző, ezért bár korhatár nélkül megtekinthető, sajátos témája miatt inkább az idősebb korosztály értékelheti.

## Szereplők
Fudzsita Reidzsi  (藤田玲司; Hepburn: Fujita Reiji)
A Gallery Fake tulajdonosa. Valaha a New York-i Metropolitan Múzeum kurátora és restaurátora volt, de összekülönbözött a felettesével mikor elkezdett gyanakodni, hogy egyes valódi műkincseket hamisnak minősítve áron alul értékesítenek. Fudzsitát rövid úton eltávolították az intézményből, ő viszont bosszút esküdött. Reidzsi művelt és intelligens férfi, szakmájában magasan képzett.
- Japán szinkronhangja: Morikava Tosijuki.

Szara  (サラ・ハリファ; Hepburn: Sara Halifa)
Szara asszisztenseként tűnik fel, de amint később kiderül róla, valaha egy arab kisállam uralkodói családjának lánya volt. Tekintélyes képtárral rendelkeztek, habár csak titokban. Mikor egy szomszédos állam lerohanta őket, a tűzben egyetlen dolgot mentett saját magán kívül, egy van Gogh másolatot. Szara tudta, hogy a kép nem igazi, mégis ez volt a kedvence. A lány karja és a kép a tragédiában egyaránt maradandó sérülést szenvedett. Egy zsugori orvos kezelte, aki a segítségéért cserébe átvette a Napraforgókat. A kép mely Szarától elszakadt kézről kézre járt. Ő Tokióig követte a nyomait, ahol találkozott a Gallery Fake tulajdonosával, aki valamiért úgy döntött, segít neki.
- Japán szinkronhangja: Kavaszumi Ajako.

Mitamura Szajoko  (三田村小夜子; Hepburn: Mitamura Sayoko)
A tokiói Takada Múzeum frissen kinevezett igazgatónője. Műveltségben méltó ellenfele a Gallery Fake tulajdonosának. A nő szerint, míg ilyen alakok vannak, mint Reidzsi, a japán képzőművészetben nem lesz javulás.
- Japán szinkronhangja: Jukino Szacuki.

## Epizódlista
| #  | Epizód címe                                                                                         | Első japán sugárzás  |
| -- | --------------------------------------------------------------------------------------------------- | -------------------- |
| 1  | The Man of the Fake Art Gallery Gansaku Garou no Otoko (贋作画廊の男)                               | 2005. január 8.      |
| 2  | The Damaged "Sunflowers" Kizuita "Himawari" (傷ついた『ひまわり』)                                  | 2005. január 15.     |
| 3  | The 13th Courier 13 nin me no Ku-rie (１３人目のクーリエ)                                           | 2005. január 22.     |
| 4  | Muse Court Muzu Kooto (美神法廷)                                                                    | 2005. január 29.     |
| 5  | The missing Golden Buddha Kieta Ougonbutsu (消えた黄金仏)                                           | 2005. február 5.     |
| 6  | The Jade Shop Feitsui no mise (翡翠の店)                                                            | 2005. február 12.    |
| 7  | Challenge from the Rembrandt Committee Renburanto iinkai no chousen (レンブラント委員会の挑戦)      | 2005. február 19.    |
| 8  | Price of Father Chichi no nedan (父の値段)                                                          | 2005. február 26.    |
| 9  | El Dorado's Invitation Eru Dorando no sasoi (黄金郷への誘い)                                        | 2005. március 5.     |
| 10 | The Happy Prince Koufuku no ouji (幸福の王子)                                                       | 2005. március 12.    |
| 11 | Disappearing into the Battlefield Senjou ni kieyu (戦場に消ゆ)                                      | 2005. március 19.    |
| 12 | Ophelia who is alive Ikiteiru Ophelia (生きているオフィーリア)                                      | 2005. március 26.    |
| 13 | Michelangelo in Prison Kangoku no Mikeranjuro (監獄のミケランジェロ)                                | 2005. április 2.     |
| 14 | Pass through the passage Pasaaju wo nukete (パサージュを抜けて)                                     | 2005. április 9.     |
| 15 | Duet Futaezo (二重奏)                                                                               | 2005. április 16.    |
| 16 | Yang Guifei's Fragance Yang Guifei no kaori (楊貴妃の香)                                            | 2005. április 23.    |
| 17 | Strange Tale of the Mechanism Karakuri kitan (からくり奇譚)                                         | 2005. április 30.    |
| 18 | The Map Leads Chizu wa michibiku (地図は導く)                                                       | 2005. május 7.       |
| 19 | Knowledge, Crisis! Chinen, kiken ippatsu! (知念、危機一髪！)                                        | 2005. május 14.      |
| 20 | Star of Sansui Sansui no hoshi (山水の星)                                                           | 2005. május 21.      |
| 21 | Man of the 1000-hand Temple Sentedou no otoko (千手堂の男)                                          | 2005. május 28.      |
| 22 | Empress of Hermitage ERUMITASHU no jodei (エルミタージュの女帝)                                     | 2005. június 11.     |
| 23 | Lady Sara Part 1 REDII SARA~zenpen~ (レディー・サラ～前編～)                                        | 2005. június 18.     |
| 24 | Lady Sara Part 2 REDII SARA~gohen~ (レディー・サラ～後編～)                                         | 2005. június 25.     |
| 25 | Rain Shelter 雨やどり (Ame yadori)                                                                  | 2005. július 2.      |
| 26 | Descendent of Joconda Part 1 JUKONDA no matsuei~zenpen~ (ジョコンダの末裔 ～前編～)                 | 2005. július 9.      |
| 27 | Descendent of Joconda Part 2 JUKONDA no matsuei~gohen~ (ジョコンダの末裔 ～後編～)                  | 2005. július 16.     |
| 28 | A Self-Portrait with no Face Kao no nai jikazo (顔のない自画像)                                     | 2005. július 23.     |
| 29 | A long-ago blown flower Kogire no Hana (古裂の華)                                                   | 2005. július 30.     |
| 30 | Survival in Sahara SABAIBARU IN SAHARA (サバイバル・イン・サハラ)                                   | 2005. augusztus 6.   |
| 31 | Isolated Blue Kokou no Ao (孤高の青)                                                                | 2005. augusztus 13.  |
| 32 | Lullaby with an antique orgel ANTI-KU ORUGO-RU de komoriuta wo (アンティーク・オルゴールで子守唄を) | 2005. augusztus 20.  |
| 33 | The Late-Summer Ekin Festival Zansho Ekin Mimai (残暑絵金見舞)                                      | 2005. augusztus 27.  |
| 34 | The Gods' Jewel Kamigami no Houseki (神々の宝石)                                                    | 2005. szeptember 3.  |
| 35 | Leave the restoration to me Shuufku suru wa ware ni ari (修復するは我に有り)                        | 2005. szeptember 10. |
| 36 | The hawaiian kaleidoscope HAWAI no mangekyou (ハワイの万華鏡)                                       | 2005. szeptember 17. |
| 37 | One night at Metropolitan METOROPORITAN no ichiya (メトロポリタンの一夜)                            | 2005. szeptember 24. |